# توزیع اف
توزیع اِف یک توزیع احتمال متغیر است. توزیع اف معمولاً حاصل توزیع صفر (توزیع احتمال زمانی‌ که فرض صفر درست باشد) است. به عنوان مثال: توزیع صفرِ آنالیز واریانس.

## منبع
مشارکت‌کنندگان ویکی‌پدیا. «F-distribution». در دانشنامهٔ ویکی‌پدیای انگلیسی، بازبینی‌شده در ‌۱ مارس ۲۰۱۵.